# Calmotrinus turquinensis
Genre
Espèce
Calmotrinus turquinensis, unique représentant du genre Calmotrinus, est une espèce d'opilions laniatores de la famille des Agoristenidae.

## Distribution
Cette espèce est endémique de la province de Santiago de Cuba à Cuba. Elle se rencontre à Guamá sur le versant Sud du Pico Turquino.

## Description
La femelle holotype mesure 3,2 mm.

## Étymologie
Son nom d'espèce, composé de turquin[o] et du suffixe latin -ensis, « qui vit dans, qui habite », lui a été donné en référence au lieu de sa découverte, le Pico Turquino.

## Publication originale
- Šilhavý, 1973 : « Two new systematic groups of gonyleptomorphid phalangids from the Antillean- Caribbean Region, Agoristenidae Fam. N., and Caribbiantinae Subfam. N. (Arachn.: Opilionidea). » Věstník československé Společnosti zoologické, vol. 37, p. 110–143.